# Giulio Canani
Giulio Canani (né à Ferrare, en Émilie-Romagne, Italie, en 1524, et mort à Ferrare le 27 novembre 1592) est un cardinal italien du XVIe siècle.

## Repères biographiques
Giulio Canani étudie à l'université de Ferrare. Il est clerc à Ferrare et professeur à université de Bologne et de Salerne. 
Canani est nommé évêque d'Adria en 1554. Il participe au concile de Trente en 1562-1563.
Le pape Grégoire XIII le crée cardinal lors du consistoire du 12 décembre 1583. Le cardinal Canani est nommé légat apostolique en Romagne en 1585 et transféré dans le diocèse de Modène en 1591.
Il participe au conclave de 1585 (élection de Sixte V), au conclave de 1590 (élection d'Urbain VII et Grégoire XIV) et à celui de 1592 (élection de Clément VIII).